# ام‌اس‌سی بئاتریس
ام‌اس‌سی بئاتریس (به انگلیسی: MSC Beatrice) یک کشتی بود که طول آن ۳۶۶٫۱ متر (۱٬۲۰۱ فوت) بود.